# Le Mystère de la tour Eiffel
Pour plus de détails, voir Fiche technique et Distribution.
Le Mystère de la tour Eiffel est un film français réalisé par Julien Duvivier et sorti en 1928.

## Synopsis
Saturnin gagne sa vie grâce à un numéro de faux siamois intitulé Les Frères Mironton, qu'il exécute dans les cirques en duo avec un individu peu recommandable. Mais lorsque ce dernier découvre que Saturnin est sur le point d’hériter de la fortune hallucinante de 1 957 millions de francs d’un certain Bramard, il élabore un stratagème pour se faire passer pour ce dernier et s’approprier l’héritage. Il vole  son acte de naissance et mène la grande vie. Saturnin, sa compagne Sylvaine et son petit frère Réginald sont eux dan une situation matérielle précaire. Mais l'escroc a involontairement marché sur les pieds de Sir William Dewitt, chef d'une mystérieuse organisation internationale de criminels cagoulés, appelée Ku-Klux-Eiffel car ils envoient des signaux à travers l'Europe à leurs membres depuis la tour Eiffel.
L'escroc reçoit des menaces de mort s'il ne renonce pas à son immense héritage. Il se réfugie dans un hôtel. De là, il aperçoit Saturnin et sa famille en train de mendier dans la rue. Il convainc Saturnin de prendre sa place pendant une dizaine de jours, lui promettant une belle somme, tout en l'avertissant que quelqu'un lui cause des mauvaises blagues. Saturnin accepte et prend Sylvaine et Réginald à son service, pour finalement se retrouver prisonnier de la secte Ku-Klux-Eiffel dans leur manoir de Rochenoir.
Pour Saturnin, accompagné de Sylvaine et du jeune Réginald, commence une série d'aventures audacieuses et amusantes. Il parvient  à voler à un homme encapuchonné un petit récepteur et un cahier avec le code de transmission Ku-Klux-Eiffel, avec lesquels il saura convaincre la police de lutter contre le Ku-Klux-Eiffel. Le dernier combat contre l'organisation se déroule sur l'escalier et ses piliers de la tour avec des séquences époustouflantes. Il ne reste plus à Saturnin qu'à affronter son double.

## Fiche technique
- Titre : Le Mystère de la Tour Eiffel
- Autre titre : Les Frères Mironton
- Réalisation : Julien Duvivier
- Assistant : André Berthomieu
- Scénario : Alfred Machard
- Société de production : Vandal et Delac
- Photographie : René Guichard, Armand Thirard
- Date de sortie : 
  - France : 6 janvier 1928

## Distribution
- Tramel : Les frères Mironton
- Régine Bouet : Sylvanie
- Gaston Jacquet : Sir William Dewitt
- Jimmy Gaillard : Réginald
- Andrée Reynis
- Jean Diéner
- François Viguier
- Roger Piquard
- Alexandre Mihalesco